# Qualificazioni al campionato europeo maschile di pallavolo 2023
Le qualificazioni al campionato europeo maschile di pallavolo 2023 si sono svolte dal 3 al 21 agosto 2022: al torneo hanno partecipato venticinque squadre nazionali europee e dodici si sono qualificate al campionato europeo 2023.

## Regolamento

### Formula
La formula ha previsto una fase a gironi, disputata con girone all'italiana, con gare di andata e ritorno: la prima classificata di ogni girone e le cinque migliori seconde classificate si sono qualificate per il campionato europeo 2023.

### Criteri di classifica
Se il risultato finale è stato di 3-0 o 3-1 sono stati assegnati 3 punti alla squadra vincente e 0 a quella sconfitta, se il risultato finale è stato di 3-2 sono stati assegnati 2 punti alla squadra vincente e 1 a quella sconfitta.
L'ordine del posizionamento in classifica è stato definito in base a:
- Numero di partite vinte;
- Punti;
- Ratio dei set vinti/persi;
- Ratio dei punti realizzati/subiti;
- Risultati degli scontri diretti.

## Squadre partecipanti
| - Albania - Austria - Azerbaigian - Belgio - Bosnia ed Erzegovina - Cipro - Croazia - Danimarca - Estonia | - Fær Øer - Finlandia - Georgia - Grecia - Islanda - Israele - Lettonia - Lussemburgo - Montenegro | - Norvegia - Portogallo - Romania - Slovacchia - Spagna - Svizzera - Turchia - Ungheria |

## Torneo
| Girone A    | Girone B  | Girone C | Girone D    | Girone E |
| ----------- | --------- | -------- | ----------- | -------- |
| Azerbaigian | Austria   | Belgio   | Islanda     | Cipro    |
| Danimarca   | Finlandia | Estonia  | Lussemburgo | Croazia  |
| Turchia     | Lettonia  | Fær Øer  | Montenegro  | Grecia   |
| -           | -         | Israele  | Portogallo  | Norvegia |

| Girone F   | Girone G             |
| ---------- | -------------------- |
| Georgia    | Albania              |
| Slovacchia | Bosnia ed Erzegovina |
| Spagna     | Romania              |
| Ungheria   | Svizzera             |

### Girone A

#### Risultati
| 3 agosto 2022 Palazzetto dello sport A.Y.S., Baku Durata: 1h:49 - Spettatori: 1 100 | Azerbaigian | 1 - 3 | Danimarca   | 22-25, 25-23, 16-25, 16-25       |
| 6 agosto 2022 Palazzetto dello sport A.Y.S., Baku Durata: 1h:08 - Spettatori: 800   | Azerbaigian | 0 - 3 | Turchia     | 11-25, 20-25, 16-25              |
| 10 agosto 2022 Burhan Felek Spor Salonu, Istanbul Durata: 1h:37 - Spettatori: 4 500 | Turchia     | 3 - 1 | Danimarca   | 19-25, 25-16, 25-22, 25-11       |
| 14 agosto 2022 Lillebeltshallen, Middelfart Durata: 2h:01 - Spettatori: 280         | Danimarca   | 3 - 2 | Turchia     | 25-20, 19-25, 28-26, 20-25, 15-9 |
| 17 agosto 2022 Burhan Felek Spor Salonu, Istanbul Durata: 1h:03 - Spettatori: 2 150 | Turchia     | 3 - 0 | Azerbaigian | 25-15, 25-16, 25-19              |
| 20 agosto 2022 Lillebeltshallen, Middelfart Durata: 1h:07 - Spettatori: 512         | Danimarca   | 3 - 0 | Azerbaigian | 25-19, 25-19, 25-15              |

#### Classifica
| Pos. | Squadra     | Pt | G | V | P | SV | SP | Ratio | PF  | PS  | Ratio |
| ---- | ----------- | -- | - | - | - | -- | -- | ----- | --- | --- | ----- |
| 1.   | Turchia     | 10 | 4 | 3 | 1 | 11 | 4  | 2,750 | 349 | 278 | 1,255 |
| 2.   | Danimarca   | 8  | 4 | 3 | 1 | 10 | 6  | 1,666 | 354 | 331 | 1,069 |
| 3.   | Azerbaigian | 0  | 4 | 0 | 4 | 1  | 12 | 0,083 | 229 | 323 | 0,709 |

      Qualificata al campionato europeo 2023.

### Girone B

#### Risultati
| 3 agosto 2022 Raiffeisen Volleydome, Ried im Innkreis Durata: 1h:55 - Spettatori: 530  | Austria   | 1 - 3 | Lettonia  | 19-25, 25-21, 22-25, 23-25        |
| 6 agosto 2022 Vidzeme Olimpiskais centrs, Valmiera Durata: 1h:52 - Spettatori: 850     | Lettonia  | 1 - 3 | Finlandia | 17-25, 19-25, 25-20, 22-25        |
| 10 agosto 2022 Tampereen jäähalli, Tampere Durata: 1h:42 - Spettatori: 2 400           | Finlandia | 3 - 1 | Austria   | 25-21, 23-25, 25-16, 25-17        |
| 14 agosto 2022 Raiffeisen Volleydome, Ried im Innkreis Durata: 2h:11 - Spettatori: 534 | Austria   | 2 - 3 | Finlandia | 20-25, 25-23, 25-21, 23-25, 13-15 |
| 17 agosto 2022 Kupittaan palloiluhalli, Turku Durata: 1h:13 - Spettatori: 2 282        | Finlandia | 3 - 0 | Lettonia  | 25-18, 25-17, 25-15               |
| 21 agosto 2022 Zemgales Olimpiskais centrs, Jelgava Durata: 2h:10 - Spettatori: 950    | Lettonia  | 3 - 2 | Austria   | 23-25, 21-25, 25-20, 26-24, 15-12 |

#### Classifica
| Pos. | Squadra   | Pt | G | V | P | SV | SP | Ratio | PF  | PS  | Ratio |
| ---- | --------- | -- | - | - | - | -- | -- | ----- | --- | --- | ----- |
| 1.   | Finlandia | 11 | 4 | 4 | 0 | 12 | 4  | 3,000 | 377 | 318 | 1,185 |
| 2.   | Lettonia  | 5  | 4 | 2 | 2 | 7  | 9  | 0,777 | 339 | 365 | 0,928 |
| 3.   | Austria   | 2  | 4 | 0 | 4 | 6  | 12 | 0,500 | 380 | 413 | 0,920 |

      Qualificata al campionato europeo 2023.

### Girone C

#### Risultati
| 3 agosto 2022 Topsporthal, Beveren Durata: 0h:57 - Spettatori: 524            | Belgio  | 3 - 0 | Fær Øer | 25-7 25-15 25-9                   |
| 7 agosto 2022 Kalevi spordihall, Tallinn Durata: 2h:11 - Spettatori: 1 150    | Estonia | 2 - 3 | Belgio  | 25-22, 19-25, 24-26, 26-24, 16-18 |
| 10 agosto 2022 Tórshavnar Ittrottar, Tórshavn Durata: 2h:01 - Spettatori: 120 | Fær Øer | 0 - 3 | Estonia | 11-25, 7-25, 15-25                |
| 13 agosto 2022 Kalevi spordihall, Tallinn Durata: 1h:00 - Spettatori: 700     | Estonia | 3 - 0 | Fær Øer | 25-12, 25-16, 25-15               |
| 27 agosto 2022 Tomabelhal, Roeselare Durata: 1h:25 - Spettatori: 803          | Belgio  | 3 - 0 | Estonia | 25-17, 25-22, 25-22               |
| 21 agosto 2022 Tórshavnar Ittrottar, Tórshavn Durata: 2h:04 - Spettatori: 120 | Fær Øer | 0 - 3 | Belgio  | 16-25, 16-25, 20-25               |

#### Classifica
| Pos. | Squadra | Pt | G | V | P | SV | SP | Ratio | PF  | PS  | Ratio |
| ---- | ------- | -- | - | - | - | -- | -- | ----- | --- | --- | ----- |
| 1.   | Belgio  | 11 | 4 | 4 | 0 | 12 | 2  | 6,000 | 340 | 254 | 1,338 |
| 2.   | Estonia | 7  | 4 | 2 | 2 | 8  | 6  | 1,333 | 321 | 266 | 1,206 |
| 3.   | Fær Øer | 0  | 4 | 0 | 4 | 0  | 12 | 0,000 | 159 | 300 | 0,530 |

      Qualificata al campionato europeo 2023.

### Girone D

#### Risultati
| 3 agosto 2022 Sportski Centar Kolašin, Kolašin Durata: 1h:06 - Spettatori: 450               | Montenegro  | 3 - 0 | Lussemburgo | 25-15, 25-14, 25-17               |
| 3 agosto 2022 Estádio Municipal, Póvoa de Varzim Durata: 1h:06 - Spettatori: 1 253           | Portogallo  | 3 - 0 | Islanda     | 25-14, 25-16, 25-10               |
| 7 agosto 2022 Íþróttahúsið Digranes, Kópavogur Durata: 1h:24 - Spettatori: 189               | Islanda     | 0 - 3 | Lussemburgo | 18-25, 20-25, 24-26               |
| 7 agosto 2022 Sportski Centar Kolašin, Kolašin Durata: 2h:10 - Spettatori: 800               | Montenegro  | 3 - 2 | Portogallo  | 21-25, 25-22, 25-20, 25-27, 15-13 |
| 10 agosto 2022 Sportski Centar Kolašin, Kolašin Durata: 1h:05 - Spettatori: 650              | Montenegro  | 3 - 0 | Islanda     | 25-15, 25-10, 25-16               |
| 10 agosto 2022 Estádio Municipal, Póvoa de Varzim Durata: 1h:09 - Spettatori: 1 320          | Portogallo  | 3 - 0 | Lussemburgo | 25-19, 25-16, 25-16               |
| 13 agosto 2022 d'Coque, Lussemburgo Durata: 1h:12 - Spettatori: 350                          | Lussemburgo | 0 - 3 | Portogallo  | 17-25, 16-25, 20-25               |
| 14 agosto 2022 Íþróttahúsið Digranes, Kópavogur Durata: 1h:21 - Spettatori: 200              | Islanda     | 0 - 3 | Montenegro  | 21-25, 18-25, 16-25               |
| 17 agosto 2022 d'Coque, Lussemburgo Durata: 1h:24 - Spettatori: 280                          | Lussemburgo | 3 - 0 | Islanda     | 27-25, 25-20, 25-22               |
| 17 agosto 2022 Pavilhão Municipal Santo Tirso, Santo Tirso Durata: 1h:11 - Spettatori: 1 600 | Portogallo  | 3 - 0 | Montenegro  | 27-25, 25-15, 25-12               |
| 20 agosto 2022 d'Coque, Lussemburgo Durata: 1h:38 - Spettatori: 320                          | Lussemburgo | 1 - 3 | Montenegro  | 25-27, 22-25, 27-25, 13-25        |
| 21 agosto 2022 Íþróttahúsið Digranes, Kópavogur Durata: 1h:06 - Spettatori: 200              | Islanda     | 0 - 3 | Portogallo  | 12-25, 12-25, 17-25               |

#### Classifica
| Pos. | Squadra     | Pt | G | V | P | SV | SP | Ratio | PF  | PS  | Ratio |
| ---- | ----------- | -- | - | - | - | -- | -- | ----- | --- | --- | ----- |
| 1.   | Portogallo  | 16 | 6 | 5 | 1 | 17 | 3  | 5,666 | 484 | 347 | 1,394 |
| 2.   | Montenegro  | 14 | 6 | 5 | 1 | 15 | 6  | 2,500 | 490 | 413 | 1,186 |
| 3.   | Lussemburgo | 6  | 6 | 2 | 4 | 7  | 12 | 0,583 | 390 | 456 | 0,855 |
| 4.   | Islanda     | 0  | 6 | 0 | 6 | 0  | 18 | 0,000 | 305 | 453 | 0,673 |

      Qualificata al campionato europeo 2023.

### Girone E

#### Risultati
| 3 agosto 2022 Volda Campus SpareBank 1 Arena, Volda Durata: 2h:15 - Spettatori: 1 020             | Norvegia | 2 - 3 | Grecia   | 25-19, 27-25, 23-25, 21-25, 9-15 |
| 3 agosto 2022 Dvorana Gradski Vrt, Osijek Durata: 1h:07 - Spettatori: 510                         | Croazia  | 3 - 0 | Cipro    | 25-20, 25-16, 25-13              |
| 6 agosto 2022 Palazzetto dello sport Eleftheria, Nicosia Durata: 2h:19 - Spettatori: 210          | Cipro    | 3 - 0 | Norvegia | 25-19, 27-25, 25-21              |
| 7 agosto 2022 Centro atletico nazionale Makis Liougas, Glifada Durata: 1h:18 - Spettatori: 2 000  | Grecia   | 3 - 0 | Croazia  | 25-12, 25-23, 25-15              |
| 10 agosto 2022 Dvorana Gradski Vrt, Osijek Durata: 1h:21 - Spettatori: 250                        | Croazia  | 3 - 0 | Norvegia | 25-21, 25-18, 25-19              |
| 10 agosto 2022 Centro atletico nazionale Makis Liougas, Glifada Durata: 1h:27 - Spettatori: 2 100 | Grecia   | 3 - 0 | Cipro    | 25-19, 25-19, 25-19              |
| 13 agosto 2022 Palazzetto dello sport Eleftheria, Nicosia Durata: 1h:22 - Spettatori: 240         | Cipro    | 0 - 3 | Grecia   | 23-25, 17-25, 20-25              |
| 14 agosto 2022 Volda Campus SpareBank 1 Arena, Volda Durata: 1h:16 - Spettatori: 950              | Norvegia | 0 - 3 | Croazia  | 18-25, 19-25, 17-25              |
| 17 agosto 2022 Volda Campus SpareBank 1 Arena, Volda Durata: 1h:24 - Spettatori: 880              | Norvegia | 0 - 3 | Cipro    | 22-25, 24-26, 23-25              |
| 17 agosto 2022 Dvorana Gradski Vrt, Osijek Durata: 1h:54 - Spettatori: 600                        | Croazia  | 1 - 3 | Grecia   | 25-23, 22-25, 22-25, 26-28       |
| 20 agosto 2022 Palazzetto dello sport Eleftheria, Nicosia Durata: 1h:15 - Spettatori: 250         | Cipro    | 0 - 3 | Croazia  | 14-25, 21-25, 17-25              |
| 21 agosto 2022 Centro atletico nazionale Makis Liougas, Glifada Durata: 1h:21 - Spettatori: ?     | Grecia   | 3 - 0 | Norvegia | 26-24, 25-17, 25-18              |

#### Classifica
| Pos. | Squadra  | Pt | G | V | P | SV | SP | Ratio | PF  | PS  | Ratio |
| ---- | -------- | -- | - | - | - | -- | -- | ----- | --- | --- | ----- |
| 1.   | Grecia   | 17 | 6 | 6 | 0 | 18 | 3  | 6,000 | 511 | 426 | 1,199 |
| 2.   | Croazia  | 12 | 6 | 4 | 2 | 13 | 6  | 2,166 | 445 | 389 | 1,144 |
| 3.   | Cipro    | 6  | 6 | 2 | 4 | 6  | 12 | 0,500 | 371 | 434 | 0,854 |
| 4.   | Norvegia | 1  | 6 | 0 | 6 | 2  | 18 | 0,111 | 410 | 488 | 0,840 |

      Qualificata al campionato europeo 2023.

### Girone F

#### Risultati
| 3 agosto 2022 Riz Levente Sport, Budapest Durata: 2h:17 - Spettatori: 700            | Ungheria   | 2 - 3 | Spagna     | 17-25, 25-19, 25-23, 23-25, 8-15 |
| 3 agosto 2022 Mestská športová hala, Nitra Durata: 1h:03 - Spettatori: 650           | Slovacchia | 3 - 0 | Georgia    | 25-14, 25-21, 25-9               |
| 6 agosto 2022 New Volleyball Arena, Tbilisi Durata: 1h:00 - Spettatori: 400          | Georgia    | 0 - 3 | Ungheria   | 12-25, 17-25, 13-25              |
| 7 agosto 2022 Pabellón deportivo Los Planos, Teruel Durata: 1h:18 - Spettatori: 850  | Spagna     | 3 - 0 | Slovacchia | 25-18, 25-20, 25-18              |
| 10 agosto 2022 Mestská športová hala, Nitra Durata: 1h:20 - Spettatori: 850          | Slovacchia | 3 - 0 | Ungheria   | 25-20, 25-22, 25-22              |
| 10 agosto 2022 Pabellón deportivo Los Planos, Teruel Durata: 1h:00 - Spettatori: 650 | Spagna     | 3 - 0 | Georgia    | 25-5, 25-14, 25-15               |
| 13 agosto 2022 New Volleyball Arena, Tbilisi Durata: 1h:02 - Spettatori: 200         | Georgia    | 0 - 3 | Spagna     | 9-25, 10-25, 17-25               |
| 13 agosto 2022 Riz Levente Sport, Budapest Durata: 1h:48 - Spettatori: 1 100         | Ungheria   | 1 - 3 | Slovacchia | 21-25, 16-25, 25-22, 20-25       |
| 17 agosto 2022 Mestská športová hala, Nitra Durata: 1h:56 - Spettatori: 1 300        | Slovacchia | 1 - 3 | Spagna     | 21-25, 25-19, 20-25, 21-25       |
| 17 agosto 2022 Riz Levente Sport, Budapest Durata: 1h:02 - Spettatori: 850           | Ungheria   | 3 - 0 | Georgia    | 25-14, 25-13, 25-11              |
| 20 agosto 2022 New Volleyball Arena, Tbilisi Durata: 1h:07 - Spettatori: 216         | Georgia    | 0 - 3 | Slovacchia | 12-25, 15-25, 16-25              |
| 21 agosto 2022 Pabellón deportivo Los Planos, Teruel Durata: 1h:05 - Spettatori: 850 | Spagna     | 3 - 0 | Ungheria   | 25-20, 25-15, 26-24              |

#### Classifica
| Pos. | Squadra    | Pt | G | V | P | SV | SP | Ratio | PF  | PS  | Ratio |
| ---- | ---------- | -- | - | - | - | -- | -- | ----- | --- | --- | ----- |
| 1.   | Spagna     | 17 | 6 | 6 | 0 | 18 | 3  | 6,000 | 502 | 370 | 1,356 |
| 2.   | Slovacchia | 12 | 6 | 4 | 2 | 13 | 7  | 1,857 | 465 | 402 | 1,156 |
| 3.   | Ungheria   | 7  | 6 | 2 | 4 | 9  | 12 | 0,750 | 453 | 435 | 1,041 |
| 4.   | Georgia    | 0  | 6 | 0 | 6 | 0  | 18 | 0,000 | 237 | 450 | 0,526 |

      Qualificata al campionato europeo 2023.

### Girone G

#### Risultati
| 3 agosto 2022 Sala Sporturilor Dunărea, Galați Durata: 1h:07 - Spettatori: 400         | Romania              | 3 - 0 | Albania              | 25-16, 25-15, 25-16               |
| 3 agosto 2022 SKPC Mejdan, Tuzla Durata: 1h:45 - Spettatori: 1 000                     | Bosnia ed Erzegovina | 1 - 3 | Svizzera             | 25-23, 23-25, 18-25, 19-25        |
| 6 agosto 2022 Sportska dvorana Ramiz Salčin, Sarajevo Durata: 1h:57 - Spettatori: 110  | Bosnia ed Erzegovina | 2 - 3 | Albania              | 25-19, 25-11, 22-25, 21-25, 13-15 |
| 7 agosto 2022 Betoncoupe Arena, Schönenwerd Durata: 2h:07 - Spettatori: 750            | Svizzera             | 3 - 2 | Romania              | 26-24, 18-25, 23-25, 25-23, 15-8  |
| 7 agosto 2022 Parku Olimpik Feti Borova, Tirana Durata: 1h:39 - Spettatori: 180        | Albania              | 1 - 3 | Bosnia ed Erzegovina | 18-25, 18-25, 25-21, 15-25        |
| 10 agosto 2022 Sala Sporturilor Dunărea, Galați Durata: 1h:36 - Spettatori: 698        | Romania              | 3 - 1 | Bosnia ed Erzegovina | 25-20, 19-25, 25-16, 25-20        |
| 10 agosto 2022 Betoncoupe Arena, Schönenwerd Durata: 1h:38 - Spettatori: 850           | Svizzera             | 3 - 1 | Albania              | 23-25, 25-20, 25-16, 25-10        |
| 13 agosto 2022 Parku Olimpik Feti Borova, Tirana Durata: 1h:14 - Spettatori: 305       | Albania              | 0 - 3 | Svizzera             | 20-25, 17-25, 20-25               |
| 13 agosto 2022 Sportska dvorana Ramiz Salčin, Sarajevo Durata: 1h:15 - Spettatori: 200 | Bosnia ed Erzegovina | 0 - 3 | Romania              | 19-25, 15-25, 22-25               |
| 17 agosto 2022 Sala Sporturilor Dunărea, Galați Durata: 1h:59 - Spettatori: 400        | Romania              | 3 - 2 | Svizzera             | 25-22, 17-25, 25-19, 18-25, 15-11 |
| 20 agosto 2022 Parku Olimpik Feti Borova, Tirana Durata: 1h:04 - Spettatori: 180       | Albania              | 0 - 3 | Romania              | 13-25, 19-25, 17-25               |
| 21 agosto 2022 Betoncoupe Arena, Schönenwerd Durata: 1h:10 - Spettatori: 1 100         | Svizzera             | 3 - 0 | Bosnia ed Erzegovina | 25-16, 25-19, 25-20               |

#### Classifica
| Pos. | Squadra              | Pt | G | V | P | SV | SP | Ratio | PF  | PS  | Ratio |
| ---- | -------------------- | -- | - | - | - | -- | -- | ----- | --- | --- | ----- |
| 1.   | Romania              | 15 | 6 | 5 | 1 | 17 | 6  | 2,833 | 524 | 443 | 1,182 |
| 2.   | Svizzera             | 15 | 6 | 5 | 1 | 17 | 7  | 2,428 | 555 | 472 | 1,175 |
| 3.   | Bosnia ed Erzegovina | 4  | 6 | 1 | 5 | 7  | 16 | 0,437 | 480 | 513 | 0,935 |
| 4.   | Albania              | 3  | 6 | 1 | 5 | 5  | 17 | 0,294 | 394 | 525 | 0,750 |

      Qualificata al campionato europeo 2023.

## Verdetti
| Squadra              | Rosa | Posizione       |
| -------------------- | --- | --------------- |
| Belgio               | 7 Van Elsen, 9 D'Heer, 10 Desmet, 11 van Hoyweghen, 13 Thys, 17 Rousseaux, 19 Peeters, 20 van de Velde, 21 Kindt, 22 McCluskey, 23 Reggers, 26 Perin, 31 Lecat, 33 Fransen, CT Zanini | 1ª nel girone C |
| Danimarca            | 1 Hjorth, 3 Feldthus, 4 Andersen, 5 Hesselholt, 6 Pontoppidan, 8 Jacobsen, 10 Høyer, 11 Hoff, 12 K. Madsen, 13 Kjær, 15 Uhrenholt, 17 Nielsen, 20 Dahl, 22 O. Madsen, CT Knudsen | 2ª nel girone A |
| Croazia              | 1 Višić, 3 Perić, 4 Nikačević, 5 Busak-Vidaković, 6 Bakonji, 7 Sedlaček, 9 Hanžič, 10 Šestan, 11 Đirlić, 12 Marelić, 13 Pervan, 16 Andrić, 17 Mihalj, 19 Zeljković, CT Énard | 2ª nel girone E |
| Estonia              | 1 Treial, 3 Allik, 7 Teppan, 8 Tammearu, 9 Täht, 10 Maar, 12 Kollo, 13 Vahter, 16 Viiber, 17 Tammemaa, 18 Saaremaa, 20 Naaber, 21 Kaibald, 22 Keel, 24 Hurt, 25 Kordas, 32 Varblane, CT Soli | 2ª nel girone C |
| Finlandia            | 1 Ronkainen, 3 Hänninen, 5 Lankinen, 7 Suihkonen, 8 Köykkä, 9 Siirilä, 11 Sinkkonen, 12 Nikula, 13 Jokela, 14 Niinivaara, 17 Savonsalmi, 19 Breilin, 21 Ivanov, 23 Mäkinen, CT Banks | 1ª nel girone B |
| Grecia               | 1 A. Chandrinos, 3 Papalexiou, 5 S. Chandrinos, 7 Petreas, 8 Tzioumakas, 9 Kokkinakīs, 10 Koumentakīs, 11 Kasampalīs, 12 Voulkidīs, 13 Andreopoulos, 14 Galiōtos, 19 Mouchlias, 22 Linardos, 23 Chakas, 77 Prōtopsaltīs, CT Boninfante                                                                             | 1ª nel girone E |
| Montenegro           | 1 Minić, 2 Ćinćur, 3 Babić, 4 Zvicer, 5 R. Strugar, 6 Milenković, 7 Hadžisalihović, 8 Lakčević, 9 M. Bojić, 11 S. Bojić, 12 Delić, 13 Milić, 14 B. Strugar, 15 Jovović, 18 Radević, CT Joksimović | 2ª nel girone D |
| Portogallo           | 1 Sinfrónio, 2 Pereira, 3 Oliveira, 4 Cvetićanin, 5 Marques, 6 Ferreira, 7 Casas, 8 Violas, 10 Neves, 11 B. Cunha, 12 Martins, 13 M. Cunha, 17 Andrade, 18 Santos, CT José | 1ª nel girone D |
| Romania              | 1 B. Bartha, 2 Peța, 4 Diaconescu, 5 Mihalcea, 6 Dumitru, 7 Bălean, 8 Iftime, 9 Aciobăniţei, 10 C. Bartha, 12 Bala, 13 Rață, 17 Kantor, 18 Călin, 21 Butnaru, CT Stancu | 1ª nel girone G |
| Spagna               | 2 Villalba, 3 Rodríguez, 5 Lorente, 7 Ramón, 8 Larrañaga, 12 Diedhiou, 13 Villena, 14 Fornés, 15 Giménez, 17 Olalla, 18 Iribarne, 19 de Chavarría, 20 Gimeno, 21 Martín, 22 Dovale, 27 Fresquet, CT Rivera | 1ª nel girone F |
| Svizzera             | 1 Diem, 2 Harksen, 4 Jukić-Sunarić, 5 Ulrich, 6 Giger, 7 Köpfli, 8 Zeller, 10 Von Burg, 12 Birchler, 13 Maag, 15 Weisigk, 17 Lengweiler, 19 Perezić, 22 Müller, CT Motta | 2ª nel girone G |
| Turchia              | 1 Aydın, 3 Toy, 5 Güngör, 6 Bostan, 8 Subaşı, 9 M. Lagumdžija, 10 Ekşi, 12 A. Lagumdžija, 14 Güneş, 19 Bayraktar, 53 Döne, 66 Ulu, 77 Bülbül, CT Özbey | 1ª nel girone A |
| Albania              | 3 Talaj, 5 Kupi, 6 Çela, 7 Bakiri, 8 Marina, 9 Martiro, 10 Qepa, 11 Doda, 13 Baruti, 14 Qafarena, 15 Driza, 16 Hoxha, 17 Sabliqi, 18 Gaxiri, 20 Deliu, 21 Palushi, CT Melka | 4ª nel girone G |
| Austria              | 1 Kroiss, 2 Nusterer, 3 Wohlfahrtstätter, 4 Kopschar, 5 Kratz, 7 Krassnig, 8 Tusch, 13 Thaller, 14 Czerwiński, 15 Kronthaler, 17 Grabmüller, 21 Ecker, 23 Jurkovics, 25 Etlinger, CT Gačič | 3ª nel girone B |
| Azerbaigian          | 1 Bayramov, 2 Həsənli, 3 Süleymanov, 4 Ağazadə, 7 Abdullayev, 8 Nikulenko, 10 Bunyatov, 11 Aghabayov, 15 Baranov, 16 Mammadov, 17 Vasilenko, 19 Allahverdiyev, 20 Melnikov, 77 Gurskii, CT Səmədov | 3ª nel girone A |
| Bosnia ed Erzegovina | 5 Gajić, 6 I. Ivić, 7 Fazlić, 8 Hukičević, 9 Popović, 10 Osmanović, 12 Mehić, 13 Ristić, 14 Silajdžić, 15 Vidović, 16 Bjeljac, 17 Milovanović, 19 M. Ivić, 20 Janković, CT Nikolić | 3ª nel girone G |
| Cipro                | 1 Savvides, 3 Ioannou, 4 Pappas, 5 Chrysostomou, 6 Strugarevic, 7 Iacovou, 9 Haridimou, 10 Skordis, 11 Karkidis, 12 Alexiou, 13 Mavrommatis, 14 Nikolaou, 15 Siapanis, 16 Christoforou, 18 Michael, 20 Antoniou, CT Zalmas                                                                                         | 3ª nel girone E |
| Fær Øer              | 1 Isaksen, 2 Ilic, 3 á Brekkukletti, 4 Holm, 5 Joensen, 6 Danielsen, 8 Sil. Poulsen, 9 Niclasen, 10 Eliasen, 11 Wang, 12 Hansen, 13 Sím. Poulsen, 14 Rosenlund, CT Bang | 3ª nel girone C |
| Georgia              | 3 Kvelashvili, 4 Tevdoradze, 5 Chkholaria, 6 Gejadze, 7 Tskhomaria, 9 Gordadze, 10 Buadze, 11 Lazarashvili, 13 Zakaidze, 15 Meladze, 16 Nutsubidze, 17 Kachibaia, CT Akhvlediani | 4ª nel girone F |
| Islanda              | 1 Mar. Matthíasson, 2 Baldvinsson, 3 L. Matthíasson, 4 K. Valdimarsson, 5 Ottósson, 6 Pétursson, 7 Kristjánsson, 8 H. Valdimarsson, 9 Ingimundarson, 10 Elvarsson, 11 Sigurðsson, 12 Mán. Matthíasson, 13 Ómarsson, 14 Birgisson, 16 Davíðsson, 16 Ólason Proppé, 17 Jónsson, 19 Axelsson, 20 Björnsson, CT García | 4ª nel girone D |
| Lettonia             | 2 Kronbergs, 4 Svans, 5 Medenis, 7 Sauss, 8 Šmits, 9 Egleskalns, 11 D. Petrovs, 13 Skrūders, 14 Freimanis, 17 Ozoliņš, 18 Pinka, 19 Dardzāns, 21 Blumbergs, 22 Jansons, 23 Ramanis, CT Gogol | 2ª nel girone B |
| Lussemburgo          | 1 Si. Marinho, 2 Sa. Marinho, 3 Gajin, 6 Braas, 7 Dobre, 8 Distefano, 9 Weber, 10 Hoffmann, 11 Hilbert, 12 Konstantinou, 13 Erpelding, 14 Zuidberg, 15 Feit, 16 Glesener, 18 T'joen, 19 Galoppo, 21 Matilde, CT Dăscalu                                                                                            | 3ª nel girone D |
| Norvegia             | 1 Kvalen, 2 Ekeland, 3 S. Olsen, 4 Huus, 5 Østvik, 6 Myren, 7 Olimstad, 8 Hettervik, 9 Kjøllesdal, 10 Thelle, 11 Takvam, 14 Sunde, 15 E. Olsen, 17 Bergum, 18 Kavli, CT Aleksandersen | 4ª nel girone E |
| Slovacchia           | 1 Michalovič, 2 Kriško, 3 Lamanec, 6 Palgut, 7 Kasperkevič, 8 Ondrovič, 9 Pokopec, 10 Vitko, 11 Turis, 13 Ihnát, 14 Krajčovič, 16 Kovač, 17 Porubský, 22 Firkaľ, 25 Smolej, CT Kardoš | 2ª nel girone F |
| Ungheria             | 1 Szabó, 2 Bozóki, 3 Kholmann, 4 Pesti, 5 Boa, 6 Magyar, 7 Zsombor, 8 Gergye, 9 Kovács, 10 Blázsovics, 11 Bán, 12 Horváth, 13 Keen, 15 Kecskeméti, 16 Tomanóczy, 22 Gacs, CT Koch | 3ª nel girone F |

|  | Qualificata al campionato europeo 2023. |